# Mix Master Mike
Mix Master Mike, de son vrai nom Michael Schwartz, né le 4 avril 1970 à San Francisco, en Californie, est un musicien américain. Il est mieux connu comme membre des Beastie Boys.

## Biographie
Schwartz est né à San Francisco, en Californie, et aurait, selon LA Weekly, des origines allemandes et philippines. Il commence sa carrière en tant que disc jockey ambulant, animant des soirées et mariages, notamment. Il se fait initialement connaître comme membre d'un groupe appelé Invisibl Skratch Piklz, se popularisant en gagnant une battle à la New Music Seminar/Supermen Inc. de 1992 à New York. Il emporte aussi, en équipe avec DJ Qbert et DJ Apollo, le titre de champion DMC. Il fonde alors avec Qbert The Dream Team, qui domine les championnats jusqu'à sa dissolution en 1994.
Le talent de Mike attire l'attention des Beastie Boys après la publication de son premier album solo, Michristmasterpiece Muzik's Worst Nightmare, en 1996. Ils le recruteront comme DJ pour leur album, Hello Nasty, et en tournée,. Le 21 juillet 1998, Mike publie son deuxième album solo, Anti-Theft Device,.
Le 11 septembre 2001, il publie son troisième album solo, Spin Psycle. Il se classe 46e des Billboard Top Independent Albums. En 2002, Mix Master Mike contribue à deux titres sur la compilation Red Hot + Riot de la Red Hot Organization. Le 19 octobre 2004, il publie son quatrième album
Le 9 mars 2010, Mix Master Mike est l'invité d'un segment de Yo Gabba Gabba!. En décembre, Mix Master Mike fournit les scratches pour une reprise de la chanson Willie the Pimp de Frank Zappa. En 2011, Mix Master Mike se joint à Travis Barker pour la promotion de son album Give the Drummer Some.

## Discographie

### Albums studio
- 1996 : Michristmasterpiece Muzik's Worst Nightmare
- 1998 : Anti-Theft Device
- 2001 : Spin Psycle
- 2004 : Bangzilla

### Autres
- 1997 : Needle Thrasher III
- 1998 : Unidentifried Funk Octopus Presents Eardrum Medicine (LP)
- Napalm Rockects
- The Bolt 117
- Magma Chamber
- Fuck Em All